# Hadrian Daicoviciu

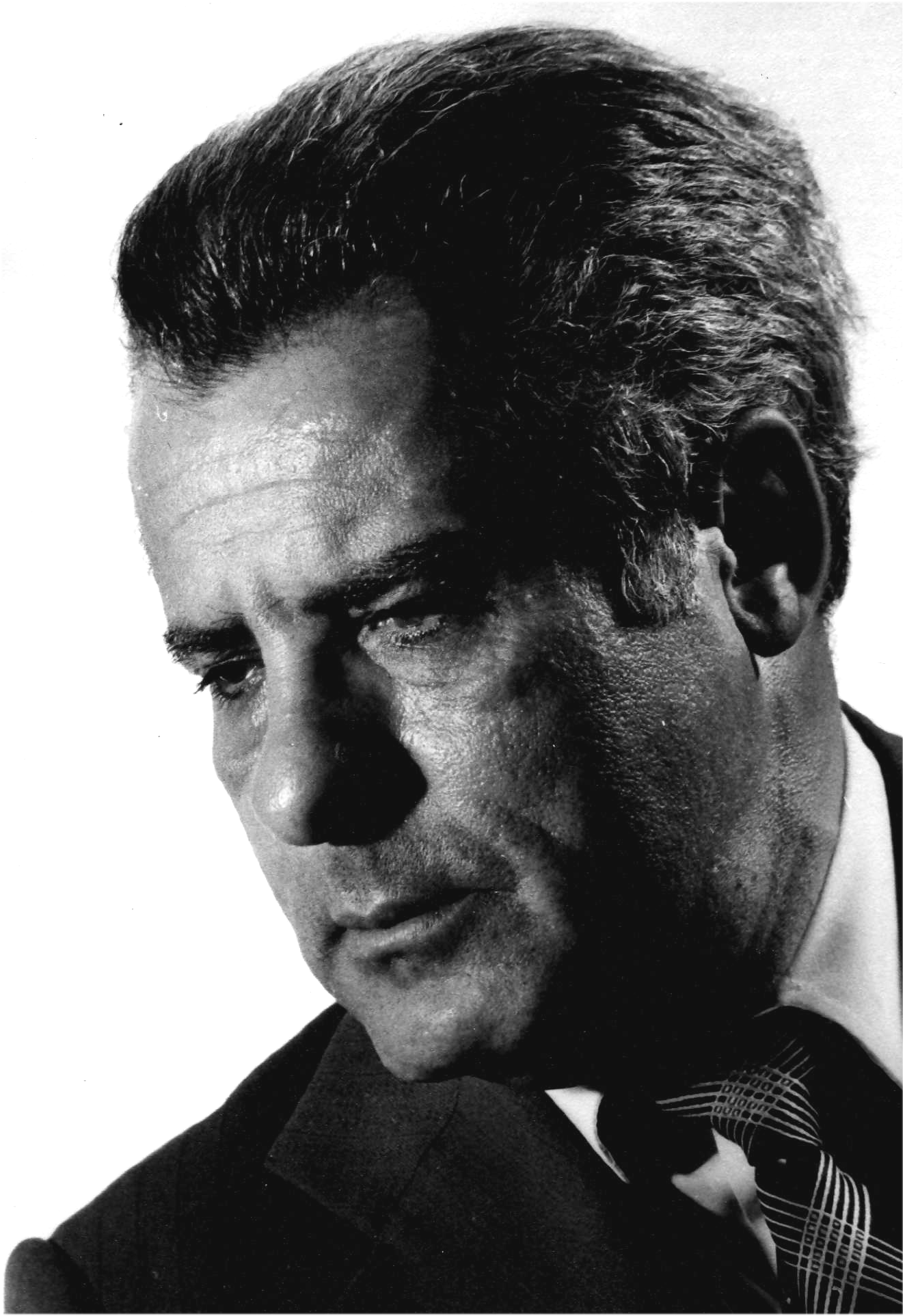
Hadrian Daicoviciu

Hadrian Daicoviciu (* 11. Oktober 1932 in Cluj; † 4. Oktober 1984 ebenda) war ein rumänischer Provinzialrömischer Archäologe, Althistoriker, Epigraphiker und Hochschullehrer.

## Leben und Werk
Hadrian Daicoviciu war der Sohn des Althistorikers, Provinzialrömischen Archäologen und Politikers Constantin Daicoviciu.
Hadrian Daicoviciu promovierte im Fach Geschichte. Er war Professor, Mitglied der Societatea de Studii Clasice din Romania (Gesellschaft für Klassische Studien) und der Uniunii Internaționale de Științe pre- și protoistorice (Vor- und protogeschichtliche Internationale Union der Wissenschaften). Ferner war er Direktor des Muzeul Naţional de Istorie a Transilvaniei (Historisches Museum Siebenbürgens) und des zur Rumänischen Akademie gehörenden Instituts für Archäologie in Cluj-Napoca.
Hadrian Daicoviciu hatte sich auf die Epigraphik und die Geschichte der römischen Antike spezialisiert. Seine nachhaltige Forschungstätigkeit widmete sich fast ausschließlich der Geschichte Dakiens vor und nach der römischen Okkupation. Er ist Autor mehrerer grundlegender Arbeiten zur Geschichte und Kultur der Daker. Für sein Wirken wurde er mit dem „Vasile Pârvan“-Preis der Rumänischen Akademie geehrt.

## Schriften (Auswahl)
- (mit Constantin Daicoviciu): Sarmizegetusa. Cetățile și așezările dacice din Munții Orăștiei. Editura Meridiane, București 1960.
- (mit Nicolae Lascu): Crestomație pentru istoria universală veche. Pentru uzul studenților din facultățile de istorie. Editura de Stat Didactică și Pedagogică, București 1962.
- (mit Constantin Daicoviciu): Ulpia Traiana: Sarmizegetusa romană. Editura Meridiane, București 1962; Neuauflage 1966.
- Dacii. Editura Științifică, București 1965; Neuauflage Editura pentru literatură, București 1968; Neuauflage Editura Enciclopedică Română, București 1972; Neuauflage Editura Hyperion, Chișinău 1991.
- (mit Constantin Daicoviciu): Columna lui Traian. Editura Meridiane, București 1966; Neuauflage 1968.
- (Herausgeber und Co-Autor): Istoria României. Manual pentru clasa a XII-a. Editura de Stat Didactică și Pedagogică, București 1968; Neuauflage 1971.
- (mit Miron Constantinescu und Stefan Pascu): Istoria României. Compendiu. Editura de Stat Didactică și Pedagogică, București 1969; Neuauflage 1971.
- (mit Miron Constantinescu und Ștefan Pascu): Histoire de la Roumanie des origines a nos jours. Editura S. Horvath, 1970.
- Dacia de la Burebista la cucerirea romană. Editura Dacia, Cluj 1972.
- (mit Radu R. N. Florescu und Lucian Roșu): Dicționar enciclopedic de artă veche a României. Editura Științifică și Enciclopedică, București 1980.
- (mit Florin Constantiniu, Stefan Pascu, Dumitru Berciu und Stefan Stefanescu): Probleme fundamentale ale istoriei României. Manual și crestomație. Editura de Stat Didactică și Pedagogică, București 1983; Neuauflage 1987.
- (mit D. Alicu): Colonia Ulpia Traiana Augusta Dacica Sarmizegetusa. Sport Turism, București 1984.
- (mit Stefan Stefanescu, Nicolae Bocsan und Ioan Ceterchi): Națiunea română. Geneza, afirmare, orizont contemporan. Editura Stiintifica si Enciclopedica, București 1984.
- Portrete dacice. Dromichaites, Burebista, Deceneu, Decebal. (= Domnitori și voievozi, 24), Editura militară, București 1984.
- (et al.): Istoria militară a poporului român. Vol. 1: Din cele mai vechi timpuri până în secolul al XIV-lea. Editura militară, București 1984.
- (mit Ioan Glodariu und Stefan): Cetăți și așezări dacice în sud-vestul Transilvaniei. Editura Stiintifica si Enciclopedica, București 1989.
- (et al.): Istoria României de la începuturi până în secolul al VIII-lea. Editura de Stat Didactică și Pedagogică, București 1995.